# Alfonso Menéndez
Alfonso Menéndez Vallín (* 31. Mai 1966 in Avilés) ist ein spanischer Bogenschütze, der 1992 Olympiasieger wurde.
Alfonso Menéndez nahm nur 1992 in Barcelona an Olympischen Spielen teil. Dort konnte vor heimischem Publikum die spanische Mannschaft mit Juan Holgado, Antonio Vázquez und Alfonso Menéndez überraschend das Finale erreichen. Im Finale schlug das spanische Team die Finnen und gewann die Goldmedaille. In der Einzelkonkurrenz hatte Menéndez den 42. Platz belegt.